# 宅見将典
宅見 将典（たくみ まさのり、1978年〈昭和53年〉11月14日 - ）は、作曲家、編曲家、音楽プロデューサーであり、グラミー賞を受賞した日本の音楽家。アメリカのナショナル・アカデミー・オブ・レコーディング・アーツ・アンド・サイエンス(NARAS)のボーティングメンバー。

## 略歴・人物
1999年、大野一成、宮脇哲とともにスリーピース・ロックバンドSirenを結成。ドラマー、作曲家としてBMGファンハウスよりデビューする。同年、篠原ともえのシングル『I wanna say to...』で作曲家デビューする。
2000年から2003年にかけて、siren名義でのメジャーシングル5枚、アルバムを1枚をリリースする。同時期に全国ライブツアー活動を展開する。
2003年、sirenを脱退し、作曲家、音楽プロデューサーとしての活動をスタートする。
2011年、AAA『CALL』で第53回日本レコード大賞優秀作品賞を受賞する。スライ&ロビーのアルバム『One Pop Reggae』にギタリストとして参加、第53回グラミー賞レゲエ部門でノミネートされる。
2019年、DA PUMP「P.A.R.T.Y. 〜ユニバース・フェスティバル〜」で第61回日本レコード大賞優秀作品賞を受賞する。
2023年2月5日、第65回グラミー賞の最優秀グローバル・ミュージック・アルバム賞をアルバム『Sakura』で受賞。
2024年11月27日、第53回ベストドレッサー賞インターナショナル部門を受賞する。
2025年2月2日、シングル『Kashira』が第67回グラミー賞のグローバル・ミュージック・パフォーマンス部門にノミネートされる。
2025年2月8日、グラミー賞を目指す音楽クリエイターや音楽ビジネスを行うためのオンラインプラットフォーム「G-ACADEMY」の設立を発表。
ジャンルにとらわれない様々なアーティストに楽曲を提供し、主に作曲家、編曲家、プロデューサー、ピアニスト、ギタリスト、ドラマーとして活動中である。
歌手の西城秀樹は叔父で、宅見の母と秀樹が姉弟にあたる。秀樹の長男であるタレントの木本慎之介は従弟にあたる。

## 提供作品
アイドリング!!!
- 「Like a Shooting Star」（編曲）

Aice5
- 「マーブルロケット」（作曲・編曲・ギター）
- 「Lady Go!」（作曲・編曲・ギター）
- 「Love & Dream」（作曲・編曲・ギター）

浅野真澄
- 「噴水公園」（編曲）

Ayasa
- 「終末決戦」（作曲）
- 「Swan Song」（作曲）
- 「Pied Piper」（作曲）
- 「亡霊たちの舞踏会」（作曲）
- 「見果てぬ夢」（作曲）

Alice Nine
- 「MIRROR BALL」（Alice Nineと共編曲）
- 「イレイザー」（Alice Nineと共編曲）
- 「CROSS GAME」（Alice Nineと共編曲）
- 「閃光」（Alice Nineと共編曲）
- 「the beautiful name」（Alice Nineと共編曲）
- 「百花繚乱」（Alice Nineと共編曲）
- 「Kiss twice, Kiss me deadly」（Alice Nineと共編曲）
- 「昴」（Alice Nineと共編曲）
- 「www.」（Alice Nineと共編曲）
- 「Drella」（Alice Nineと共編曲）
- 「イノセンス」（Alice Nineと共編曲）
- 「Waterfall」（Alice Nineと共編曲）

アンダーグラフ
- 「ピース・アンテナ」（アンダーグラフと共編曲・共プロデュース）
- 「セカンドファンタジー」（アンダーグラフと共プロデュース）
- 「9」（アンダーグラフと共プロデュース）
- 「ジャパニーズ ロック ファイター」（アンダーグラフと共編曲・共プロデュース）
- 「ル」（アンダーグラフと共編曲・共プロデュース）
- 「フリージア」（アンダーグラフと共編曲・共プロデュース）
- 「風車」（アンダーグラフと共編曲・共プロデュース）
- 「去年今年（こぞことし）」（アンダーグラフと共編曲・共プロデュース・ギター）
- 「まだ見ぬ世界を映しながら」（アンダーグラフと共編曲・共プロデュース）
- 「parabola ～更なる高みへ～」（アンダーグラフと共編曲・共プロデュース）
- 「イキル」（アンダーグラフと共編曲・共プロデュース）

飯塚雅弓
- 「I'm in the pink」（編曲・ギター・ドラム・キーボード）
- 「∞Infinity∞」（編曲・ギター・ドラム・キーボード・パーカッション）
- 「愛しい時間」（編曲・ギター・キーボード）
- 「moonless」（編曲・ギター・ベース・キーボード）
- 「Power to Power」（編曲・ギター・ピアノ・キーボード）
- 「Twinkle Wink」（編曲・プログラミング・ギター・キーボード）
- 「あの日のlove letter」（編曲・プログラミング・ギター・ベース・ドラム・キーボード）
- 「赤い靴のカウボーイ」（編曲・プログラミング・ギター・ベース）
- 「りょうおもい。」（編曲・プログラミング・ギター）
- 「HONEY BEE」（編曲・プログラミング・ギター・ベース）
- 「Dear」（編曲・プログラミング・ギター・ベース・キーボード）
- 「まわりだす気持ち」（編曲・プログラミング・ギター・ベース・キーボード）
- 「真冬のセレナーデ」（編曲・プログラミング・ギター・キーボード）
- 「恋のRibbon」（編曲・プログラミング・ギター・キーボード）

石田燿子
- 「STRIKE WITCHES 〜わたしにできること〜」（作曲・編曲）

ViViD
- 「「夢」〜ムゲンノカナタ〜」（ViViDと共編曲）
- 「Rem」（ViViDと共編曲）
- 「risk」（ViViDと共編曲）
- 「BLUE」（ViViDと共編曲）
- 「CRISIS」（ViViDと共編曲）
- 「Re:Load」（ViViDと共編曲）
- 「message」（ViViDと共編曲）
- 「ring」（ViViDと共編曲）
- 「vanity」（ViViDと共編曲）
- 「REAL」（ViViDと共編曲）
- 「envision my way」（ViViDと共編曲）
- 「キミコイ」（ViViDと共編曲）
- 「Thank you for all」（ViViDと共編曲）
- 「From the beginning」（ViViDと共編曲）
- 「NEUTRAL」（ViViDと共編曲）
- 「live your life」（ViViDと共編曲）
- 「memories in white」（ViViDと共編曲）
- 「calling」（ViViDと共編曲）
- 「夏風 〜endless love〜」（ViViDと共編曲）
- 「explosion」（ViViDと共編曲）
- 「RIDE on time」（ViViDと共編曲）
- 「EVER」（ViViDと共編曲）
- 「INFINITY」（ViViDと共編曲）
- 「Little Dreamer」（ViViD、岸利至と共編曲）
- 「LETTER 」（ViViD、岸利至と共編曲）

EXILE
- 「変わらないモノ」（作曲）
- 「愛すべき未来へ」（作曲・編曲・ギター）
- 「today...」（作曲・編曲・ギター）

FTisland
- 「Brand-new days」（作曲・編曲・ギター）
- 「シアワセオリー」（作曲）

奥井雅美
- 「LOVERS」（編曲）
- 「情熱のカンターレ」（編曲）

小野大輔
- 「深淵」（編曲）

影山ヒロノブ
- 「Achilles」（編曲）

加藤和樹
- 「リアル」（作曲）

KARA
- 「サンキュー サマーラブ」（作曲・共編曲・ギター）（編曲はArmySlickと共作）

℃-ute
- 「世界一HAPPYな女の子」（編曲・プログラミング・ギター・ベース）
- 「地球からの三重奏」（編曲・プログラミング・ギター）
- 「誰にも内緒の恋しているの」（編曲・プログラミング）
- 「私が本気を出す夜」（編曲・プログラミング・ギター）
- 「Love take it all」（編曲・プログラミング）

CooRie
- 「かくれんぼ同盟」（編曲）
- 「Sweetest」（編曲・ギター）

クローバー
- 「ハッピーエンド」（編曲）

COACH☆
- 「スタートライン」（作曲・編曲・ギター）
- 「君のこと」（作曲・編曲）

小林太郎
- 「鼓動」（小林太郎と共編曲・ギター）
- 「蕾」（小林太郎と共編曲）
- 「泳遠」（小林太郎と共編曲・ギター・ドラム）
- 「廻って廻って」（小林太郎と共編曲・ギター・ドラム）
- 「IGNITE」（小林太郎と共編曲）
- 「DIVE DEEP」（小林太郎と共編曲）
- 「SOL Y SOMBRA 〜interlude〜」（小林太郎と共編曲）
- 「REVOLVE」（小林太郎と共編曲）
- 「太陽」（小林太郎と共編曲）
- 「Born To Be Wild」（小林太郎と共編曲）
- 「frontier」（小林太郎と共編曲・ギター・ドラム）
- 「答えを消して行け」（小林太郎と共編曲・ギター・ドラム）
- 「艶花」（小林太郎と共編曲・ギター・ドラム）
- 「目眩」（小林太郎と共編曲・ギター・ドラム）
- 「饒舌 〜interlude〜」（小林太郎と共編曲・ギター・ドラム）
- 「ナユタ」（小林太郎と共編曲・ギター・ドラム）
- 「輪舞曲」（小林太郎と共編曲・ギター・ドラム）
- 「INDUSTRIAL LADY」（小林太郎と共編曲・ギター・ドラム）
- 「暁」（小林太郎と共編曲・ギター・ドラム）
- 「愛のうた」（小林太郎と共編曲・ギター・ドラム）
- 「星わたり」（小林太郎と共編曲・ギター・ドラム）

榊原ゆい
- 「Again」（編曲）

西城秀樹
- 「最後の愛 (セルフカバーヴァージョン)」（編曲）
- 「心ころころ」（作曲・編曲・ギター）
- 「青春」（作曲・編曲・ギター）
- 「ベジタブルワンダフル」（作曲・編曲・ギター）
- 「終わらない夜」（作曲・編曲・ギター）

斎藤桃子
- 「ハッピーエンド」（編曲）

崎本大海
- 「海沿いグラフティ」（作曲）

GENIC
- 「Negai_Goto」（SQVAREと共作曲・編曲）

篠原ともえ
- 「I wanna say to…」（作曲）

JAM Project
- 「IN FATE」（編曲）

私立恵比寿中学
- 「手をつなごう」（作曲・編曲・ギター）
- 「アンコールの恋」（作曲・編曲・ギター）

新谷良子
- 「恋の構造」（編曲）
- 「Wonderstory」（編曲）
- 「世界でいちばんボクが好き! (Romantic bambi mix)」（編曲）
- 「Happiest Princess」（編曲）
- 「10年後のタイムカプセル」（編曲）
- 「Be my Darlin'」（作曲・編曲）
- 「わすれないよ」（編曲）
- 「ヒットパレード194」（作曲・編曲・ギター・ドラム）
- 「ラストソング」（編曲）
- 「ギミーシェルター」（編曲）
- 「YU・ME・MI」（作曲・編曲・ギター・ドラム）
- 「encore」（作曲・編曲・ギター・ドラム）

推定少女
- 「Baby Baby」（作曲）

鈴木達央
- 「Just a Survivor」（編曲）
- 「Heated Heart」（編曲）
- 「towayuki」（作曲・編曲・ギター）
- 「キャラバン」（編曲）

スマイレージ（現・アンジュルム）
- 「しっかりしてよ! もう」（編曲・プログラミング・ギター）

DAIGO
- 「デイジー」（編曲）
- 「SUMMER ROSE」（編曲）
- 「さくらの樹の下で」（DAIGOと共編曲）
- 「無限∞REBIRTH」（編曲・ギター）
- 「ワンダナンダ!?」（編曲）

タイナカサチ
- 「imitation」（編曲）

高杉さと美
- 「diary」（作曲・編曲・ギター）

DA PUMP
- 「P.A.R.T.Y. 〜ユニバース・フェスティバル〜」　（Drew Ryan Scottと共作曲・編曲・ギター）
- 「Do it!宙にジャンプ」　（Drew Ryan Scottと共作曲・編曲）
- 「This is DA world」　　（Drew Ryan Scottと共作曲・編曲・ベース）
- 「Heart on Fire」　　　　（Drew Ryan Scottと共作曲・編曲）

超ときめき♡宣伝部
- 「Sora」（作曲・編曲・プロデュース）

TRAX
- 「RHAPSODY」（作曲・編曲・ギター・ドラム）

戸田康平
- 「セピアの海」（編曲）
- 「照らされる場所」（編曲）

AAA
- 「CALL」（作曲）

トレイ・ソングス
- 「Reflection」（Tremaine Neverson、Brian Watters、Joey Lopez、Rafael Bautista、Tharell Gamboaと共作曲・ギター・キーボード）

中原麻衣・ゆうまお
- 「Party!」（編曲）

ノースリーブス
- 「君しか」（編曲・ギター）
- 「Next heaven」（編曲）

パク・ヨンハ
- 「キラキラ 」（作曲・編曲・ギター・ドラム）
- 「TOMORROW」（作曲・編曲・ギター・ドラム）
- 「knife」（作曲）

橋本みゆき
- 「虹色センチメンタル」（編曲）

フジコーズ
- 「キスから始めましょう」（作曲・編曲）

Berryz工房
- 「勇気をください!」（編曲・プログラミング）
- 「世の中薔薇色」（編曲・プログラミング・ギター）

Berryz工房×℃-ute
- 「甘酸っぱい春にサクラサク」（編曲）

Poppin'Party
- 「B.O.F」（編曲）

ポピー
- 「Let's Make a Video（英語版）」（Moriah Pereira、Corey Mixter（英語版）と共作曲）

茉奈 佳奈
- 「何度でも」（編曲）

MARIA
- 「チェリー」（作曲・編曲・ギター）

美郷あき
- 「Silent wing」（作曲・編曲・ギター・ベース・ドラム・ピアノ）
- 「明日をとめないで」（編曲・ギター）
- 「disarm dreamer」（編曲・ギター）

栗林みな実
- 「finality blue」（作曲・編曲・ギター）

村田あゆみ
- 「未完成のカーテン」（作曲・編曲・ギター）
- 「伝説の狼」 （編曲・ギター）
- 「Birthday」（編曲・ギター）

モーニング娘。
- 「まじですかスカ!」（編曲・プログラミング・ギター・ベース）

ゆうまお
- 「戻れない証拠」（編曲）

吉田旬吾
- 「歩いていこう。」（編曲）
- 「世界よ笑え」（作曲・編曲・ギター・ピアノ）
- 「Going」（編曲）
- 「大切なもの」（編曲）
- 「見えない手と手」（編曲）

yozuca*
- 「going my way 〜primary version〜」（編曲・ギター）

ラストアイドル
- Someday Somewhere
  - 「この恋はトランジット」（編曲）
- Love Cocchi
  - 「Love Docchi♡」（編曲）
  - 「いつかキスするその日が来ても」（編曲）

渡辺麻友
- 「女の子なら」（作曲）

### アニメ・ゲームソング関連
蒼い空のネオスフィア
- 「未完成のカーテン」（作曲・編曲・ギター）

暁のアマネカと蒼い巨神
- 「なないろのwish」（編曲）

あさっての方向。
- 「戻れない証拠」（編曲）

甘城ブリリアントパーク
- 「エレメンタリオで会いましょう!」（作曲・編曲・プログラミング・ギター・キーボード）
- 「素晴ラシキFUN! TASY」（編曲・プログラミング・ギター・キーボード）
- 「TriCKaRt HeARt」（編曲）

S.S.D.S. 〜Super Stylish Doctors Story〜
- 「アイガワカルナラ」（作曲）

乙女はお姉さまに恋してる
- 「Again」（編曲）

カードファイト!! ヴァンガード リンクジョーカー編
- 「無限∞REBIRTH」（編曲）

カードファイト!! ヴァンガード レギオンメイト編
- 「V-ROAD」（編曲）

カミワザ・ワンダ
- 「ワンダナンダ!?」（編曲）

機動戦士ガンダムAGE
- 「REAL」（ViViDと共編曲）

Gift 〜ギフト〜
- 「デリケートマジック」（編曲）
- 「虹色センチメンタル」（編曲）

きみスタ～きみとスタディ～
- 「Heated Heart」（編曲）

今日からマ王!
- 「Going」（編曲）

くじびきアンバランス
- 「Harmonies*」（編曲）

CLAYMORE
- 「疾風」（作曲・編曲）
- 「変貌」（編曲）

げんしけん2
- 「disarm dreamer」（編曲）

少女ファイト
- 「Oh my friend」（編曲）
- 「パラレル・ワールド」（重永亮介と共編曲）

好きなものは好きだからしょうがない!!
- 「Just a Survivor」（編曲）

涼宮ハルヒの憂鬱
- 「SOSならだいじょーぶ」（編曲）

涼風
- 「あこがれ」（作曲・編曲）
- 「乙女座の恋」（作曲・編曲）
- 「君のこと」（作曲・編曲）
- 「ゲッチュー」（作曲・編曲）
- 「スタートライン」（作曲・編曲）
- 「DREAM」（作曲・編曲）
- 「マイフレンド」（作曲・編曲）
- 「My love」（作曲・編曲）
- 「ヤクソク」（作曲・編曲）

ストライクウィッチーズ
- 「STRIKE WITCHES 〜わたしにできること〜」（作曲・編曲）

ストロベリー・パニック!
- 「Sweetest」（編曲）

セイント・ビースト
- 「IN FATE」（編曲）
- 「うつろな夢」（作曲・編曲）
- 「永遠の愛は刻まれる」（作曲・編曲）
- 「荒野の風」（編曲）
- 「虹の橋を越えて」（作曲・編曲）
- 「Black or White?」（作曲・編曲）
- 「まやかしの夢」（作曲・編曲）
- 「烈・GO!GUY!」（編曲）

D.C.II S.S. 〜ダ・カーポII セカンドシーズン〜
- 「まじかるバイバイ」（編曲）

鉄道むすめ
- 「ドリームスペーシア」（編曲）

劇場版 トリコ 美食神の超食宝
- 「シアワセオリー」（作曲）

トリニティ・ブラッド
- 「ABEL NIGHTROAD」（作曲・編曲）
- 「ROSENCREUTZ ORDEN」（作曲・編曲）

BanG Dream!
- 「B.O.F」（編曲）

BLEACH
- 「BLUE」（ViViDと共編曲）

ブルーブラスター
- 「ハレルヤ彗星群」（編曲）

べるぜバブ
- 「Only you -キミとのキヅナ-」（編曲）

ポケットモンスター ベストウイッシュ
- 「手をつなごう」（作曲・編曲・ギター）

White Princess the second 〜やっぱり一途にいってもそうじゃなくてもOKなご都合主義学園恋愛アドベンチャー!!〜
- 「Happiest Princess」（編曲）

舞-HiME 運命の系統樹
- 「Silent wing」（作曲・編曲）

舞-乙HiME 0〜S.ifr〜
- 「Finality blue」（作曲・編曲）

名探偵コナン
- 「WE GO」（BREAKERZと共編曲）

遊☆戯☆王5D's
- 「CROSS GAME」（Alice Nineと共編曲）

よみがえる空 -RESCUE WINGS-
- 「明日をとめないで」（編曲・ギター）

レベルE
- 「「夢」〜ムゲンノカナタ〜」（ViViDと共編曲）

レンタルマギカ
- 「歩いていこう。」（編曲）

## プロデュース
Ayasa
- 『CHRONICLE Ⅶ』（プロデューサー・作曲・ギター・ベース・ドラム・ピアノ）

エリック・マーティン
- 『Mr. Rock Vocalist』（プロデューサー・編曲・ギター・ドラム）

## 劇伴作品
- ウィッチブレイド
- CLAYMORE
- げんしけん
- 恋風（吉森信と共同）
- 涼風
- ピーチガール
- 告白 コンフェッション

## 舞台音楽
- 蒲田行進曲
- 寝とられ宗助

## レコーディング参加
飯塚雅弓
- 「ゆびきり」（ドラム）
- 「M」（ドラム）
- 「明日になれば」（ドラム）
- 「まわりだす気持ち」（ギター）

OLDCODEX
- 「sad day in the sunlight」（ドラム）
- 「(Blue)」（ドラム）

sunbrain
- 「wish men」（ベース）
- 「Evanesce」（ベース）
- 「Go To Fly」（ベース）

山猿
- 「朝7:30ちょうどにすれ違ったマドンナに恋をした」（ギター）

### アニメ・ゲームソング関連
さよなら絶望先生
- 「強引niマイYeah〜」（ギター）

DearS
- 『TVアニメ「DearS」オリジナルサウンドトラック』（ピアノ）

## ライブサポート
- メダリスト・オン・アイス（ギター）
- 河口恭吾（ピアノ）
- DIR EN GREY（キーボード・マニピュレーター）
- 西城秀樹（ギター）
- DAIGO★STARDUST（キーボード）
- 新谷良子（ドラム）

## 音楽監督
- テリー・ボジオ「History of TERRY BOZZIO / ヒストリー・オブ・テリー・ボジオ」（2016）